# Palang Sarā
Palang Sarā (persiska: پلنگ سرا) är en ort i Iran.   Den ligger i provinsen Gilan, i den nordvästra delen av landet, 280 km nordväst om huvudstaden Teheran. Palang Sarā ligger 87 meter över havet och antalet invånare är 179.
Terrängen runt Palang Sarā är varierad.Runt Palang Sarā är det ganska tätbefolkat, med 134 invånare per kvadratkilometer. Närmaste större samhälle är Reẕvānshahr, 14,1 km norr om Palang Sarā. Trakten runt Palang Sarā består till största delen av jordbruksmark.